# 세네갈의 총리
세네갈의 총리(프랑스어: premier ministre du Sénégal)는 세네갈의 정부수반이다. 총리는 5년 임기로 직접 선출되는 세네갈의 대통령이 임명한다. 총리는 대통령과의 협의를 거쳐 세네갈 내각을 임명한다.

## 미래
2019년 4월 6일, 마키 살(Macky Sall) 대통령이 재임명한 후 모하메드 디온(Mohammed Dionne) 총리는 살 대통령이 총리직 폐지를 포함한 다양한 정부 개혁을 제정하는 임무를 그에게 맡겼다고 발표했다. 살의 목표는 대통령이 통치에보다 실질적인 접근 방식을 취할 수 있도록 총리의 "중간 수준"을 제거하는 것이었다.
2021년 11월, 마키 살(Macky Sall)은 2019년부터 폐지되었던 총리직을 복귀한다고 발표했다.

## 같이 보기
- 세네갈의 대통령